# Karsten Aabrink
Karsten Aabrink (født 3. december 1956) er en dansk forhenværende ishockeyspiller, fodboldtræner og fodboldagent.
Aabrink, der oprindeligt er uddannet smed og senere cand.merc., spillede næsten 300 kampe for Herlev Ishockey Klub. Siden blev han ungdomstræner i fodbold i Brøndby IF, inden han i 1988 blev cheftræner for B93. Senere blev han cheftræner i Greve Fodbold og assistenttræner for Morten Olsen i Brøndby IF.
I 1995 opkøbte Aabrink sammen med fem andre investorer FC København, hvorefter han blev administrerende direktør i klubben. Dette varede frem til 1997, hvor han solgte sin andel i klubben og blev afløst af Flemming Østergaard. Derefter blev han fodboldagent.